# Jeannie Carson
Jeannie Carson, właśc. Jean Shufflebottom (ur. 23 maja 1928 w Yorkshire, zm. 1 sierpnia 2022 w Los Angeles) – angielska aktorka, piosenkarka i tancerka.
8 lutego 1960 otrzymała własną gwiazdę w Alei Gwiazd w Los Angeles znajdującą się przy 1560 Vine Street. 

## Życiorys
Urodziła się w Yorkshire jako córka przedsiębiorców. Zadebiutowała na ekranie w roli piosenkarki Jean w komedii muzycznej Randka ze snem (A Date with a Dream, 1948) u boku Terry’ego–Thomasa. Od 8 września 1956 do 1958 grała postać Jeannie MacLennan w sitcomie BBC/CBS Hey, Jeannie!. Występowała na Broadwayu w musicalach: Dźwięki muzyki (1962) jako Maria Rainer, Tęcza Finiana (1960) w roli Sharon McLonergan i Krwawoczerwone róże (1970) jako królowa Victoria, Bessie Bellwood, Florence Nightingale i Alice Crabbe.
29 listopada 1960 poślubiła swojego drugiego męża, aktora Biffa McGuire’a, podczas gdy oboje grali w broadwayowskiej adaptacji Tęczy Finiana (Finian’s Rainbow). W 1961 wspólnie odbyli tournée z musicalem Alana Jaya Lernera Camelot z muzyką Fredericka Loewe’a, z McGuire’em jako królem Arturem i Carsonem jako Ginewrą. Później przez piętnaście lat występowali w Seattle Repertory Theatre, często razem. Mieli dwoje dzieci.

## Filmografia

### Filmy
- 1953: Miłość w lombardzie (Love in Pawn) jako Amber Trusslove
- 1955: Tak długo, jak są szczęśliwi (As Long as They’re Happy) jako Pat Bentley
- 1955: Aligator Stokrotka (An Alligator Named Daisy) jako Moira O’Shannon
- 1958: Rakiety mnóstwo! (Rockets Galore!) jako Janet Macleod
- 1958: Małe kobietki (Little Women, TV) jako Jo March
- 1961: Siedem kluczy (Seven Keys) jako Shirley Steele
- 1964: My Fair Lady jako bibliotekarka reklam przy kościele
- 1977: Mam dla ciebie Święta Bożego Narodzenia (Have I Got a Christmas for You, TV) jako Mimi Horgan

### Seriale
- 1954: Max Liebman Spectaculars – odc. „Best Foot Forward” jako Helen Twiterton
- 1955: Max Liebman Spectaculars – odc. „Heidi” jako Heidi
- 1957: Jane Wyman Presents The Fireside Theatre jako Sarah Jane Beal
- 1958: Wagon Train jako Annie MacGregor
- 1970–1971: Search for Tomorrow jako Marcy Vincente